# Zamach z Gudi
Zamach z Gudi, także rewolucja z Gudi (gr. Κίνημα στο Γουδί) – wojskowy zamach stanu przeprowadzony w 1909 roku w Grecji przez grupę oficerów zrzeszonych w Lidze Wojskowej kierowanej przez płk Nikolaosa Zorbasa.

## Tło wydarzeń
Przegrana wojna z Turcją w 1897 roku wywołała ogromne rozczarowanie w greckiej armii. Znaczna część z nich wykazywała ambicje polityczne; po klęsce roku 1897 w kręgach wojskowych upowszechniło się przekonanie, że oficerowie nie mieli dostatecznego wpływu na podejmowanie decyzji politycznych, zaś kręgi rządowe nie potrafiły czynić tego w kompetentny sposób. Niezadowolenie budził również fakt, że w kolejnych rządach Grecji oraz w administracji państwowej na najwyższych stanowiskach regularnie znajdowały się osoby wywodzące się z tych samych rodzin z Peloponezu i Grecji kontynentalnej, których przodkowie uczestniczyli niegdyś w walkach o niepodległość kraju. Równocześnie w armii istniały większe możliwości kariery dla Greków z wysp lub z ziem pozostających pod kontrolą osmańską. Sprzyjało to tworzeniu się poglądu, iż zdominowane przez Greków z określonych regionów władze, w odróżnieniu od armii, nie reprezentują całego narodu.
Inspiracją dla greckich oficerów był ruch młodoturecki, w którym decydującą rolę odegrali wojskowi, a który w latach 1908–1909 przeprowadził w Turcji  rewolucję. W lipcu 1909 roku pułkownik Nikolaos Zorbas stanął na czele powstałej w Atenach Ligi Wojskowej, do której przystąpiło 1300 oficerów.

## Wystąpienie Ligi Wojskowej
Pierwszym wystąpieniem oficerów Ligi było memorandum skierowane do króla Jerzego I, w którym zażądano pozbawienia członków rodziny królewskiej stanowisk w siłach zbrojnych, reform armii i floty, powierzenia tek ministerialnych członkom Ligi. Negocjacje z wojskowymi prowadzone przez rząd Dimitriosa Ralisa nie przyniosły efektu i w nocy z 27 na 28 sierpnia 1909 roku w ateńskiej dzielnicy Gudi rozpoczął się otwarty bunt wojska. 450 oficerów zagroziło, że podległe im oddziały wezmą szturmem miasto, jeśli gabinet Rallisa nie odejdzie. Żądanie to zostało spełnione; urząd premiera objął Kiriakulis Mawromichalis.

## Skutki zamachu
Dalsze wystąpienia wojskowych oraz protesty chłopów powtarzały się do końca października 1909 roku, gdy rząd przedstawił całościowy program reform, uwzględniający poprawki do konstytucji z 1864, działając pod presją możliwego powołania dyktatury wojskowej. Postulaty Ligi zyskały poparcie społeczne. 9 stycznia 1910 roku premier zaapelował do Zorbasa, by ten rozwiązał Ligę Wojskową, skoro jej program w znacznej mierze został zrealizowany. Do likwidacji organizacji doszło jednak dopiero dwa miesiące później. Rozczarowani postawą polityków należących do elity przed przewrotem, oficerowie postanowili wesprzeć Elefteriosa Wenizelosa, działacza politycznego z Krety. W wyborach parlamentarnych w 1910 Wenizelos co prawda nie kandydował, ale zwolennicy jego programu reform odnieśli zwycięstwo.
Wenizelos stanął początkowo na czele rządu mniejszościowego, zaś po zdecydowanym zwycięstwie jego partii w przyspieszonych wyborach w grudniu 1910 roku – większościowego. Rozpoczął wdrażanie głębokich reform, w tym reformy rolnej i sił zbrojnych. W 1911 przedstawiono nowy projekt konstytucji, z 50 poprawkami w stosunku do starszej ustawy zasadniczej. Wenizelos podkreślał przy tym, że nie zamierza realizować wyłącznie oczekiwań organizatorów zamachu z Gudi, zwalniając z więzień oficerów przeciwnych zamachowi i przywracając stanowisko w wojsku księciu Konstantynowi.
Zamach z Gudi i następujące po nich reformy odegrały decydującą rolę w przemianach społeczeństwa greckiego w kierunku społeczeństwa nowoczesnego.